# 秋山祐徳太子
秋山 祐徳太子（あきやま ゆうとくたいし、1935年3月22日 - 2020年4月3日）は、日本の現代美術家。本名は秋山 祐徳（あきやま すけのり）で、雅号は聖徳太子をもじって付けた。1970年代の東京都知事選挙へ出馬したことでも知られている。見世物学会理事。

## 経歴
- 1935年 東京日暮里生まれ[3]。都立工芸高図案科(現デザイン科)に入るも空手部部活動に精を出す。
- 1960年 武蔵野美術学校（現武蔵野美術大学）彫刻科卒業[4]。卒業後は工業デザイナーとして大手電機メーカーに勤務したのち、前衛芸術家に。
- 1965年 岐阜アンデパンダン展に自分自身を出品。これ以後「ダリコ」をはじめ、ポップハプニングと称するパフォーマンスを展開[5]。
- 1973年 初の彫刻展を開催。以後、ブリキによる彫刻作品を次々と発表。
- 1986年 ビデオ・デ・パップル「俺が秋山祐徳太子だ！」(インタビュアー：加藤よしこ、VE：目黒　子、ディレクター：樋川恵一)。
- 1994年 池田20世紀美術館で「秋山祐徳太子の世界展」を開催。
- 1999年から2003年まで札幌大学文化学部客員教授。赤瀬川原平・高梨豊と「ライカ同盟」で活動していた。
- 2020年 老衰のため神奈川県座間市の病院で死去[4]。85歳没。

## パブリックコレクション
- 国立国際美術館
- 青森県立美術館

## 立候補歴
- 1975年（昭和50年）東京都知事選挙 無所属 3101票 落選 16人中5位 供託金没収
- 1979年（昭和54年）東京都知事選挙 無所属 4144票 落選 13人中7位 供託金没収

選挙に立候補した際の選挙ポスターが国立国際美術館などに収蔵されている。2002年には著書『泡沫桀人列伝―知られざる超前衛』を出版。落選後も自ら「泡沫のソムリエ」と称した。

## 著書

### 単著
- 通俗的芸術論（土曜美術社、1985年）
- 泡沫桀人列伝（二玄社、2002年）
- ブリキ男（晶文社、2007年）
- 天然老人（アスキー・メディアワークス、2008年）
- 恥の美学（芸術新聞社、2009年）
- 秋山祐徳太子の母（新潮社、2015年）

### 共著
- （西部邁）ポップコン宣言　偽りの戦後史を書き換える（光文社、カッパ・サイエンス、1995年）
- （赤瀬川原平、高梨豊）ライカ同盟NAGOYA大写撃！（風媒社、1996年）
- （赤瀬川原平、高梨豊）ライカ同盟　東京涸井戸鏡（カレイドスコープ）（アルファベータ、2004年）

## TV出演
- 出没!!おもしろMAP（テレビ朝日系）
- テレビ美術館（フジテレビ系）
- artLover（フジテレビ系）
- 西部邁ゼミナール（TOKYO MX）[8]